# 卡爾菲冰原島峰
74°19′S 161°40′E / 74.317°S 161.667°E
卡爾菲冰原島峰（英語：Calfee Nunatak），是南極洲的冰原島峰，位於維多利亞地的博克格雷溫克海岸，處於芬頓山以西7公里，美國地質調查局根據測量和該國海軍的空中照片繪入地圖，現時由南極條約體系管理。